# Traçador de fluxo
Um traçador de fluxo é qualquer fluido, agente solúvel ou propriedade física usada para controlar um fluxo, como em estudos hidrológicos, ambientais, petroquímicos e biológicos. A concentração de um composto químico no fluido pode ser utilizado como um marcador químico, e as características, tais como temperatura são marcadores físicos. Traçadores podem ser introduzidos artificialmente, como corantes traçantes, ou podem ser de ocorrência natural; podendo ser qualquer traçador radioativo. Traçadores conservativos permanecem constantes seguindo parcelas de fluido, enquanto que traçadores reativos (tais como os compostos que sofrem uma reação química mútua) aumentam em taxa ou deterioram-se com o tempo.